# 青年文摘
《青年文摘》创刊自1981年，是一本由共青团中央主管、中国青年出版总社主办的综合性文摘刊物。

## 大事记
2000年9月，由月刊改为半月刊，分红、绿版。
2001年推出人物版。
2005年1月，推出《青年文摘》彩版（CN：11-5467/C）。